# Perdiccas (général)
Pour les articles homonymes, voir Perdiccas.
Perdiccas (en grec ancien Περδίκκας / Perdíkkas), mort en 321 av. J.-C., est l'un des principaux généraux et Diadoques d'Alexandre le Grand. À la mort de ce dernier en 323, il devient chiliarque (équivalent du vizir) et manifeste l'ambition de maintenir à son profit l'unité de l'empire, mais il périt assassiné par ses propres officiers lors de la campagne contre Ptolémée en Égypte  en 321.

## Biographie

### Carrière sous le règne d'Alexandre

#### Taxiarque de la phalange
Perdiccas est né, à une date inconnue, dans la famille princière d'Orestide, une région de Haute-Macédoine. Il est élevé, selon la tradition argéade, comme page (paides) à la cour de Philippe II puis comme somatophylaque (garde du corps) du roi. Il est l'un des trois officiers à avoir tué Pausanias, l'assassin de Philippe en 336 av. J.-C.. Au début de son règne Alexandre le désigne taxiarque de la phalange des pezhétaires (Compagnons à pied) d'Orestide et de Lyncestide. Il participe aux premières campagnes : son premier fait d'arme remonte à la guerre contre les Triballes ; il est ensuite gravement blessé devant Thèbes en 335.
Il participe, au sein de la phalange, à toutes les grandes batailles contre l'armée perse, au Granique, à Issos et à Gaugamèles où il est à nouveau blessé. En janvier 330, il prend une part active à la victoire aux Portes Persiques.

#### L'ascension de Perdiccas
Vers 330 av. J.-C., Perdiccas reçoit le commandement d'un corps de la cavalerie des Compagnons en tant qu’hipparque (une hipparchie est un escadron d'environ 500 cavaliers), au moment où Alexandre promeut ses fidèles (Héphaistion, Cleitos, Ptolémée et donc Perdiccas). Il devient durant un an l'un des sept sômatophylaques (garde du corps) du souverain. Au printemps 328, pendant la campagne en Sogdiane, il dirige l'un des cinq corps opérant indépendamment qui envahissent en même temps la Sogdiane et Samarcande.
Perdiccas prend ensuite une part active à la campagne en Inde entre 327 et 326. Il commande en 327 avec Héphaistion un corps d'armée dans la vallée du Kophen et rejoint les troupes de Taxilès. Les deux généraux commencent la construction d'un pont flottant sur l'Indus pendant qu'Alexandre guerroie contre les tribus des montagnes. Pendant la bataille de l'Hydaspe, il mène, toujours avec Héphaistion, la charge de cavalerie contre l'aile gauche de Poros. Il participe enfin à l'assaut de la capitale des Malliens durant lequel Alexandre est gravement blessé ; Selon Arrien, certaines sources spécifient que Perdiccas aurait retiré la flèche de la poitrine du roi,. Après ce siège, il dirige l'attaque d'une autre cité des Malliens à la tête de sa cavalerie et des javeliniers agrianes ; trouvant la ville déserte, il se lance à la poursuite des fugitifs qui sont presque tous massacrés.
Il n'est plus mentionné par les sources jusqu'aux noces de Suse célébrées en 324. Il y épouse la fille du satrape de Médie, Atropatès. Après la mort d'Héphaistion en 324, Perdiccas le remplace comme second dans la hiérarchie, bien qu'Alexandre n'ait pas en lui la même confiance qu'en son défunt favori, en exerçant la fonction de chiliarque, soit équivalent du vizir des Achéménides et aussi commandant de la cavalerie des Compagnons. Mais il n'en porte pas encore véritablement le titre, ni n'en exerce toutes les attributions. Les historiens modernes considèrent en effet que Perdiccas a été chiliarque de la cavalerie mais non pas chiliarque aulique (de aulè : « cour royale »).

### Perdiccas et la succession d'Alexandre

#### Perdiccas et la succession d'Alexandre

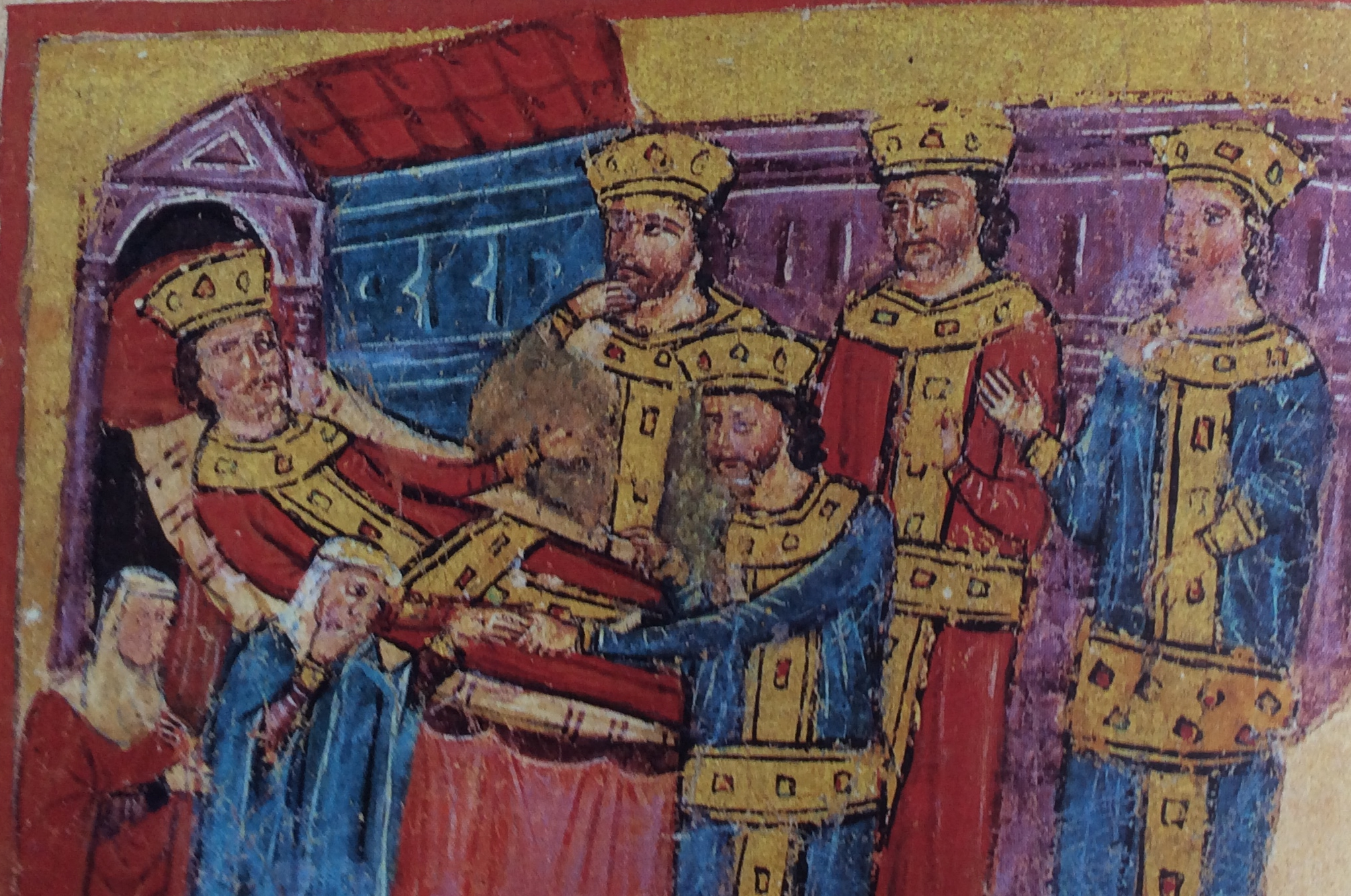
Perdiccas recevant l'anneau royal de la part d'Alexandre, Roman d'Alexandre, XIVe siècle.

Alexandre, mort en juin 323 av. J.-C., n'a pas désigné de successeur officiel, provoquant immédiatement une querelle entre ses généraux. Mais, selon les principaux auteurs de la Vulgate, il aurait confié, agonisant, l'anneau royal à Perdiccas, son second depuis la mort d'Héphaistion.
Alexandre laisse comme seul héritier un enfant à naître, le futur Alexandre IV conçu avec Roxane, et son demi-frère Philippe III Arrhidée, un « déficient mental » inapte à régner. Une solution temporaire est trouvée par le Conseil (sunédrion) royal afin de conserver l'unité de l'empire. Si Roxane donne naissance à un fils, celui-ci deviendrait l'héritier. Perdiccas et Léonnatos, auxquels le Conseil prête serment, sont désignés tuteurs provisoires de l'enfant à naître. Mais Méléagre, un officier de la phalange récuse cette décision. Il affirme en effet qu'il ne faut pas attendre la naissance de l'enfant, dont le sexe est incertain, alors qu'il y a déjà des successeurs disponibles, à savoir le demi-frère ou encore le fils bâtard d'Alexandre né de Barsine. Par ailleurs, il n'admet pas que le futur roi soit de sang perse tandis que le mécontentement gagne les fantassins de la phalange, indignés qu'aucune part de la décision ne leur soit laissée. Ils choisissent donc de donner le titre de roi à Philippe III, ce qui provoque de vives tensions avec la cavalerie favorable aux décisions du Conseil.
Afin d'apaiser les tensions nées des querelles de succession, Perdiccas délègue Méléagre et Attale pour négocier avec les fantassins car ils exercent une grande influence sur eux. Oubliant leur mission et afin de satisfaire leurs ambitions personnelles, ils décident de se ranger du côté des soldats et font irruption en armes dans le palais royal où gît encore le cadavre d'Alexandre. Surpris par la tournure des événements, Perdiccas prend la fuite, abandonnant Babylone, et trouve refuge aux portes de la ville, dans le camp de la cavalerie. Pour Méléagre, il est dangereux que ce dernier reste en vie. Il envoie avec Attale des hommes pour le faire assassiner, mais Perdiccas, grâce à son éloquence, parvient à convaincre les fantassins de se ranger derrière lui. Les deux partis trouvent un compromis grâce au chancelier Eumène de Cardia.
Les accords de Babylone stipulent donc que les cavaliers reconnaissent comme roi Philippe III et que si Roxane donne naissance à un fils celui-ci serait également roi. Cratère est désigné protecteur (prostatès) des rois, Perdiccas conserve le titre chiliarque tandis que Méléagre devient hipparque, soit commandant de la cavalerie. Pour autant Perdiccas s'en méfie car celui-ci exerce encore une grande influence auprès de la phalange.
Comme des Macédoniens se sont entretués à la suite des querelles de succession, il est convenu que l'armée doit se purifier par des lustrations solennelles. La cérémonie, selon les usages, se déroule en rase campagne. Un chien est coupé en deux et une certaine distance doit séparer les parties du corps. L'armée doit alors défiler entre les deux parties avec à sa tête le roi et les officiers de haut rang. Puis pour terminer la cérémonie, la cavalerie avec ses éléphants et l'infanterie prennent position l'une en face de l'autre et doivent simuler un combat. Perdiccas et Philippe III prennent le commandement de la cavalerie et Méléagre celui de l'infanterie. C'est alors que Perdiccas, au nom du roi, menace de charger avec les éléphants droits sur eux s'ils ne livrent pas les meneurs de la dernière révolte. L'infanterie, impuissante, livre une trentaine de soldats et ceux-ci sont écrasés par les éléphants. Méléagre ne quitte pas sa place mais, de retour au quartier militaire, se sentant en danger, part se réfugier dans un temple. Mais Perdiccas est déterminé à le faire exécuter afin d'asseoir son autorité, quitte à trouver de faux prétextes. Il explique alors au roi que Méléagre a voulu le tuer et que c'est pour cela qu'il a pris la fuite. Méléagre, sur ordre du roi, est alors mis à mort sur les marches de l'autel. Par ce geste, Perdiccas montre aux généraux le sort réservé à ses adversaires.

#### Chiliarque de l'empire
Afin de conserver l'intégrité de l'empire d'Alexandre, Perdiccas prétend lui succéder dans l'exercice du pouvoir au titre de chiliarque. Il est probable que la désignation de Cratère comme tuteur (prostatès) des rois soit une manière de faire contrepoids à ses ambitions. Se forme dès lors une sorte de triumvirat avec Cratère et Antipater, qui conserve la régence de Macédoine au titre de « stratège d'Europe ». Perdiccas s'oppose rapidement aux divers généraux et satrapes, méfiants envers son autoritarisme et désireux eux-mêmes d'accroître leur pouvoir. Son autorité est remise en question dès 323 par Antigone le Borgne et Léonnatos qui refusent tous deux de mener en Cappadoce la guerre au profit d'Eumène de Cardia, le « scribe grec ». Convoqué par Perdiccas devant une assemblée de l'armée, Antigone fuit auprès d'Antipater et de Cratère, alors occupés à réduire la rébellion d'Athènes et de l'Étolie (323-322). Tandis que Léonnatos, une fois arrivé aux portes de la Cappadoce, vole au secours d'Antipater enfermé à Lamia, avec l'armée prévue pour la conquête de la Cappadoce.
En 322, Perdiccas prend le commandement de l'armée royale en Cappadoce, avec Philippe III à ses côtés. Il défait le dynaste Ariarathe qu'il fait crucifier, châtiment que les Perses réservent aux insurgés. Il installe Eumène à la tête de sa satrapie, faisant de lui son principal allié. À la suite de cette victoire, il usurpe à Cratère le titre de prostatès (tuteur) des rois et manifeste son intention de maintenir à son profit l'unité de l'empire. Le conflit éclate avec les autres Diadoques lorsque Antigone révèle à Antipater l'ambition de Perdiccas, lequel est censé épouser Nikaia, une fille d'Antipater. Perdiccas est en effet en contact avec Olympias pour arriver en Macédoine avec la dépouille d'Alexandre et épouser une sœur de celui-ci, Cléopâtre.

#### La défaite de Perdiccas
Perdiccas commet des maladresses stratégiques dans sa tentative de conservation de l'autorité impériale. En 322 av. J.-C., il envoie son frère Alcétas en Phrygie assassiner Cynané, une fille de Philippe II, en chemin pour marier sa fille Eurydice à Philippe III Arrhidée, ; ce qui délivre un prétexte à ses rivaux, dont Antigone qui s'empresse de dénoncer le crime à Antipater et Cratère. Il doit tout de même, sous la pression de ses soldats, accepter le mariage d'Eurydice avec Philippe III, provoquant la colère d'Olympias et de Cléopâtre qui y voient une menace.
Au mépris des accords de Babylone, Ptolémée, le satrape d'Égypte s'empare de la Cyrénaïque et fait exécuter Cléomène de Naucratis, l'administrateur grec laissé à son poste par Perdiccas. Enfin vers 322, Ptolémée « détourne », par l'intermédiaire d'Arrhidée, le convoi funéraire qui doit conduire la dépouille sacrée d'Alexandre de Babylone vraisemblablement jusqu'en Macédoine. Malgré la tentative d'interception du convoi en Syrie par Polémon, envoyé par Perdiccas, Ptolémée a le temps de prendre le relai d'Arrhidée et de récupérer la dépouille. La portée symbolique de ce geste ne peut être niée ; pour autant les historiens modernes ne s'accordent pas tous sur sa réalité, sachant que les sources antiques ne sont guère précises au sujet du lieu où doit être enseveli Alexandre. Peut-être les Diadoques ont-ils tacitement convenu que la dépouille d'Alexandre serait moins dangereuse à Memphis qu'en Macédoine ?
La réaction de Perdiccas est néanmoins immédiate. Début 321 il s'avance avec son armée vers l'Égypte tandis qu'Eumène de Cardia est chargé de lutter en Asie Mineure contre la coalition formée par Antipater, Cratère et Antigone. Mais Perdiccas ne parvient pas à envahir l'Égypte dont la frontière orientale est bien défendue. Perdiccas échoue devant Péluse, puis tente en vain de faire passer le Nil à son armée, ce qui sonne le glas de son offensive.
Afin de lutter contre une coalition naissante, il laisse Eumène en Asie Mineure avec son frère, Alcétas, faire face à Antipater, Cratère et Antigone pour se diriger avec l'« armée royale » contre l'Égypte. Mais sa morgue, ainsi que ses échecs devant Péluse et dans sa tentative de traversée du Nil, lui aliènent les soldats dont les Argyraspides. Il est assassiné en mai 321 dans sa tente par trois de ses officiers, Peithon, le satrape de Médie, Séleucos, le maître de sa cavalerie, et Antigénès, le chef des Argyraspides.
La mort de Perdiccas sonne à terme le glas de l'unité impériale. Les « forces centrifuges » incarnés par les Diadoques n'ont de cesse de se déchirer pour le partage de l'empire d'Alexandre. Les accords de Triparadisos qui suivent sa défaite marquent le renforcement du pouvoir d'Antipater à la tête de la régence de Macédoine et d'Antigone qui s'implante durablement en Asie Mineure. Les grands satrapes (Ptolémée, Séleucos, Lysimaque en tête) n'ont plus de comptes à rendre à une autorité centrale.
Perdiccas a trouvé trace dans les archives royales, tenues par le chancelier Eumène de Cardia, des projets d'Alexandre sans avoir eu la possibilité de les mettre à bien : construction navale, grands travaux, conquête de l'Arabie, déplacements de populations, etc.